# لاتويا توماس
لاتويا توماس (بالإنجليزية: LaToya Thomas)‏ مواليد 6 يوليو 1981 في غرينفيل، هي لاعبة كرة سلة أمريكية بدأت مسيرتها الاحترافية في سنة 2003. تم اختيارها من قبل فريق كليفلاند روكرز خلال الدرافت. اعتزلت اللعب في 2008.

## المسيرة الاحترافية
لعبت مع كليفلاند روكرز في سنة 2003، ثم لعبت مع سان أنطونيو ستارز من سنة 2004 إلى 2006، ثم لعبت مع لوس أنجلوس سباركس في سنة 2007، ثم لعبت مع ديترويت شوك في سنة 2008، ثم لعبت مع مينيسوتا لينكس في سنة 2008.

## روابط خارجية
- لاتويا توماس على موقع الاتحاد الوطني لكرة السلة النسائية (الإنجليزية)
- لاتويا توماس على موقع كرة السلة الأوروبية.كوم (الإنجليزية)
- لاتويا توماس على موقع كلية كرة السلة في سبورتس رفرنس.كوم (الإنجليزية)
- لاتويا توماس على موقع بروبوليرز (الإنجليزية)
- لاتويا توماس على موقع سبورتس رفرنس (الإنجليزية)